# Zitadelle von Bosra

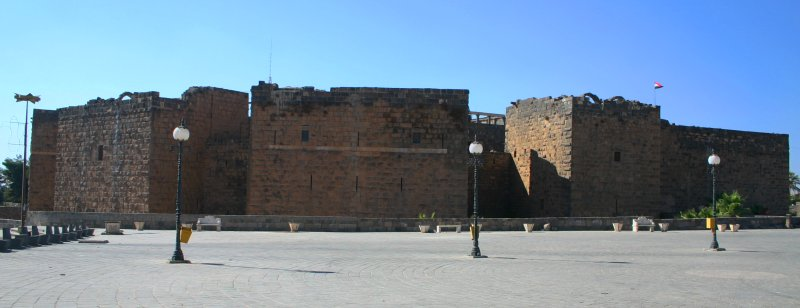
Gesamtansicht der Zitadelle

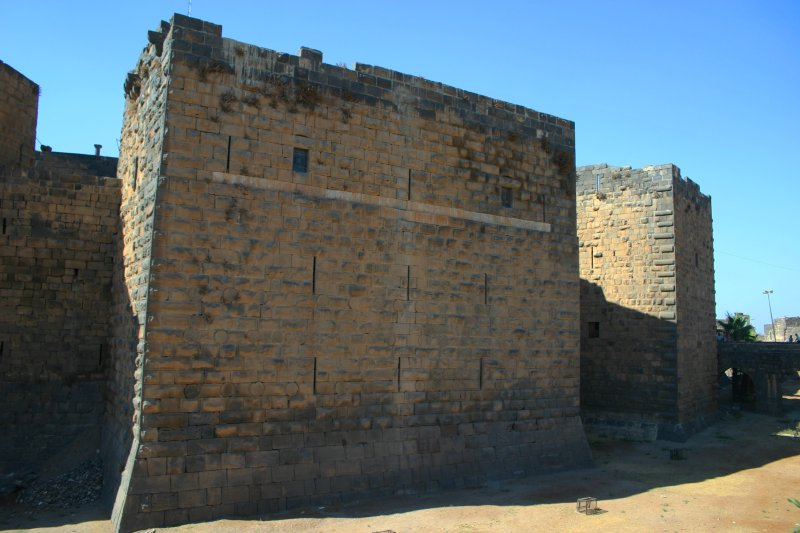
Wehrtürme der Zitadelle

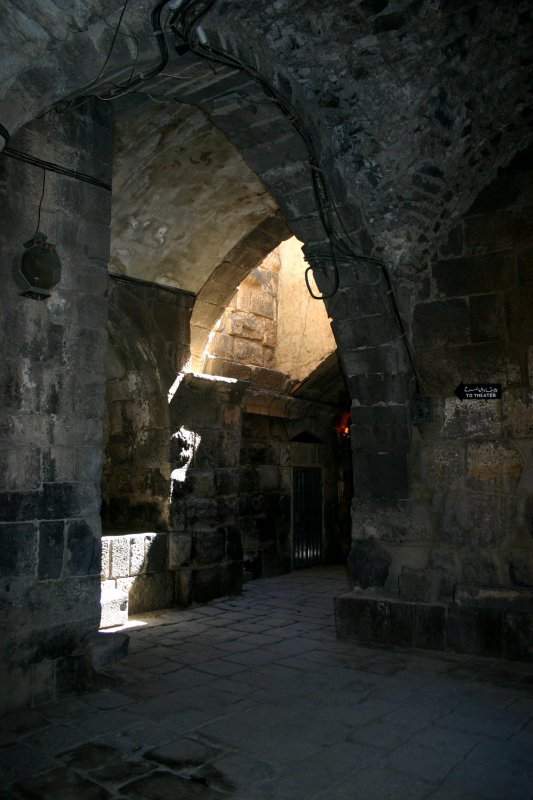
Verbindungsgang der Zitadelle

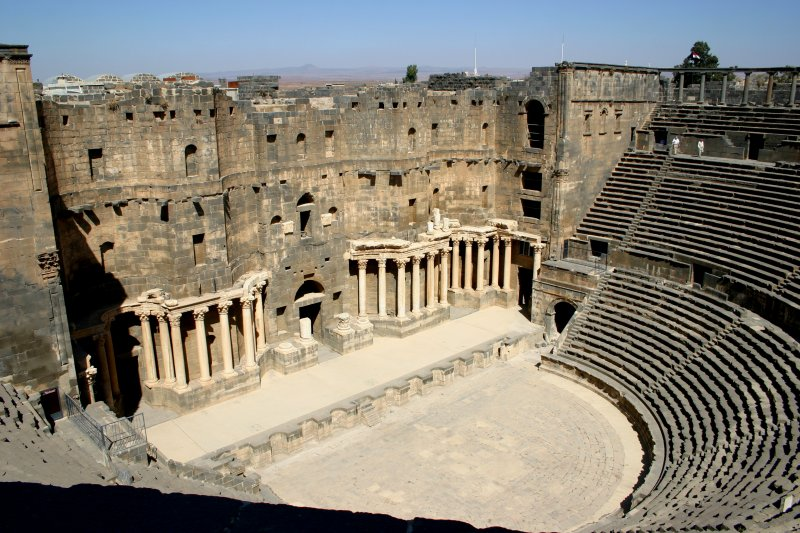
Römisches Theater

Die Zitadelle von Bosra ist eine fast komplett erhaltene ayyubidische Festung in der syrischen Stadt Bosra. Sie wurde um ein römisches Theater herum errichtet.

## Geschichte
Die Zitadelle der Stadt hat eine ungewöhnliche Geschichte. Ihre Ursprünge reichen in das späte 2. Jahrhundert n. Chr. zurück, als das römische Theater der Stadt mit bis zu 9000 Plätzen gebaut wurde. Nach Beendigung der Nutzung als Theater wurden zu umayyadischer Zeit wahrscheinlich alle Portale zugemauert. Zu abbasidischer Zeit diente es laut urkundlicher Überlieferung als Zufluchtsort. Ein regelrechter Ausbau zur Zitadelle erfolgte aber erst zu seldschukischer Zeit, nachdem diese 1076 Damaskus und Umgebung erobert hatten.
Nach einer Bauinschrift wurden die beiden an den Ecken befindlichen Treppenhäuser zu Türmen aufgestockt. Spätestens zu dieser Zeit werden alle Bauöffnungen, die dem neuen Wehrcharakter des Bauwerkes widersprachen, zugesetzt worden sein. 1147/48 erbaute man an der Südwestseite einen Turm. An der Nordwestecke wurde vermutlich ein Torturm errichtet, der heute nicht mehr vorhanden ist. Die Bauten zeigen typische Merkmale der Bauweise der Region um Bosra, dem Hauran. Zahlreiche Spolien deuten auf die Herkunft des Baumaterials aus der antiken Stadt hin. Weitere Umbauten an der Zitadelle sind zu vermuten, wurden aber von den darauffolgenden Bauphasen wieder getilgt.
Die zweite Ausbauphase der Zitadelle ab 1202/03 fällt in die Zeit der Konsolidierung des Ayyubidenreiches unter Saladins Bruder al-Adil Abu Bakr. In ausreichendem Abstand zum Theaterbau errichtete man insgesamt acht Türme. Nach dem Tod al-Adils 1218 residierte sein Sohn as-Salih Ismail in Bosra. Die Zitadelle diente in der Zeit bis 1246 als herrschaftliche Residenz. Zu diesem Zweck wurde auch der Innenraum des Theaters ausgebaut. Um 1240 wurde dem Außenwall ein Glacis vorgeblendet.
Die Umbaumaßnahmen, die einem Neubau der Befestigung gleichkamen, stellen eine Zäsur im Befestigungswesen dar. Mit dem Aufkommen von besseren Steinschleudern wurden die Mauern stärker und niedriger gebaut, um diesem Angriffsmittel besser standhalten zu können. Das Schalenmauerwerk und die Wölbungstechnik weichen von der hauranischen Bauweise stark ab und lassen auf Damaszener Bauleute schließen.
Während des ersten Mongolensturms 1260 wurde die Zitadelle kampflos übergeben. Der Mamluckensultan Baibars ließ nach dem Sieg über die Mongolen und der Eroberung des Landes die geschleiften Brustwehren wieder instand setzen. Er legte eine Garnison in die Festung, die von nun an die Umgebung kontrollierte. Die Garnison bestand auch zu osmanischer Zeit fort und betrug noch 1897 mehrere 100 Mann. Im 20. Jahrhundert hielt die syrische Antikenverwaltung den weiteren Verfall auf. Von 1946 bis 1970 wurden alle mittelalterlichen Einbauten beseitigt.